# Jens Clausin Schaumann
Jens Clausin Schaumann (* 1808 in Adelby; † 17. August 1866 in Uetersen; auch J. C. Schaumann) war ein deutscher Autor und Mathematiker.

## Leben
Er wurde in Adelby östlich von Flensburg geboren, wo sein Vater († 1822) Lehrer war. Unterrichtet wurde er von seinem Vater und arbeitete nach seiner Konfirmation als Hauslehrer. In den letzten 1820er Jahren wurde ihm ermöglicht das Seminar in Tondern für zwei Jahre zu besuchen. Sein Examen bestand er mit dem 2. Char. m. r. A. Kurz darauf fasste er den Plan, sich der Astronomie zu widmen und hielt sich zu diesem Zweck einige Zeit in Kopenhagen auf und machte den vergeblichen Versuch auf der Sternwarte Altona eine Anstellung zu finden. So wandte sich Schaumann wieder dem Schulfach zu und wurde 1831 Lehrer an der Mädchenschule in Apenrade. 1833  ging er dann als Lehrer nach Wedel, Wesselburen und 1840 nach Strohdeich bei Glückstadt, wo er den Dienst 1860 quittierte. Im selben Jahr zog er nach Uetersen, wo er sich ankaufte und dort 1866 verstarb.
Schaumann bearbeitete längere Zeit ein die niedere und höhere Mathematik, sowie Mechanik umfassendes Werk, dessen Vollendung sein früher Tod verhinderte.

## Veröffentlichungen
- Methode der Neueren in der Geometrie durch die Ableitung einiger Formeln und Lehrsätze erläutert. Nebst Tafel.- Beitrag zum Schleswig-Holsteinischen Schulbuch 10, S. 409–422
- Gegenwartige Methode der Mathematik in Beziehung auf die Elemente – Beitrag zum Schleswig-Holsteinischen Schulbuch 13, 1851 S. 179–201
- Betrachtungen aus der Geometrie – Beitrag zum Schleswig-Holsteinischen Schulbuch 14, S. 30–41
- Ueber den Unterricht in der Geometrie – Beitrag zum Schleswig-Holsteinischen Schulbuch 15, S. 235–241
- Drehung der Ebene, in der das frei eich bewegende Pendel sich schwingt – Beitrag zum Schleswig-Holsteinischen Schulbuch 16, S. 211–219
- Betrachtungen aus der Physik – Beiträge zu Sönksens Schulzeitung 1854/55, No. 16, 23, 24, 25, 32 und 1856/57, No. 2, sowie 1862/63, No. 35.
- Beiträge zu Jessens Holsteinischer Lehrerzeitung 1663, No. 15, S. 118–119 und No. 16, S. 125–127.